# أدريان زامبرانو
أدريان زامبرانو (بالإسبانية: Adrián Zambrano)‏ هو لاعب كرة قدم فنزويلي، ولد في 21 مايو 2000 في ماراكايبو في فنزويلا.

## وصلات خارجية
- أدريان زامبرانو على موقع قاعدة بيانات كرة القدم.إي يو (الإنجليزية)
- أدريان زامبرانو على موقع Soccerway.com (الإنجليزية)